# Стеркеле, Джорджо
Джорджо Стеркеле (итал. Giorgio Sterchele; род. 8 января 1970, Скио) — итальянский футболист, вратарь.

## Карьера

### Игровая
Начал футбольную карьеру Стеркеле в клубе «Виченца», с которым футболист дебютировал в Серии С1.
В 1993 году Стеркеле с командой вышел в Серию B, однако с приходом Франческо Гвидолина следующие два года провёл на скамейке запасных.
Летом 1995 года молодого вратаря подписывает «Рома». 2 марта 1996 года футболист дебютирует в Серии A, а затем отправляется в аренду в «Кальяри».
В сентябре 1997 года игрока арендует Болонья, и Стеркеле заменяет травмированного Франческо Антониоли. Вторую часть сезона 1998/99 был в аренде в «Тернане».
В 2000 году был арендован «Перуджей», однако так и не сыграл ни одного матча. В сезоне 2000/01 футболиста приобрела Виченца, за которую вратарь выступал следующие семь лет. В Виченце Стеркеле стал первым вратарём, в общей сложности провёл за клуб 285 матчей (с учётом отрезка 1990-1994).
В конце сезона 2006/07 Стеркеле принимает решение завершить карьеру футболиста.

### Тренерская
18 июня 2011 года Стеркеле становится новым тренером вратарей «Падовы», сменив на этом посту Алессандро Даль Канто. 14 июня 2012 года уходит с поста в связи со сменой руководства клуба, новым тренером вратарей становится Паоло Де Тоффоль.
15 июля 2013 становится новым тренером вратарей Венеции.